# Laguna del Marquesado
Laguna del Marquesado település Spanyolországban, Cuenca tartományban. Laguna del Marquesado Zafrilla, Tejadillos, Huerta del Marquesado és Valdemeca községekkel határos. Lakosainak száma 59 fő (2024).

## Népesség
A település népessége az utóbbi években az alábbiak szerint változott:
| Lakosok száma | 74   | 72   | 66   | 56   | 68   | 50   | 43   | 50   | 54   | 59   |
|               | 2001 | 2004 | 2006 | 2009 | 2011 | 2014 | 2016 | 2019 | 2021 | 2024 |